# حسين مصدق
حسين مصدق، فنان تشكيلي تونسي. ولد في أيار (ماي) عام 1968  في مدينة غمراسن بالجنوب التونسي.
ينشط في المشهد التشكيلي العربي حيث يقدم تجارب حديثة في اختصاصه، ويرتبط بشكل كبير بمناخاته الشرقية التي تبرز جلية في ما يقدم من أعمال في معارضة المتعددة. كما يكتب مقالات نقدية المتخصصة في الفنون البصرية. يتميز بتعدد المواهب فإلى جانب الرسم له تجارب في التصوير الفوتوغرافي والإخراج والتصميم الغرافيكي.